# Touché Music
Touché Music är ett svenskt skivbolag som grundades i Stockholm 1995 av Laila and Charles Gavatin. Bolagets utgivning har koncentrerat sig på nordisk jazz. Man ger varje år ut (minst) fyra skivor och har för närvarande (september 2014) en katalog som omfattar 32 titlar.
Bland de artister som kommit ut på bolaget kan nämnas Ulf Adåker, Agneta Baumann, Gustavo Bergalli, Elise Einarsdotter, Knud Jørgensen, Anders Kjellberg, Jonas Knutsson, Lina Nyberg, Anders Persson, Linda Pettersson och Max Schultz.